# DNA-methylering

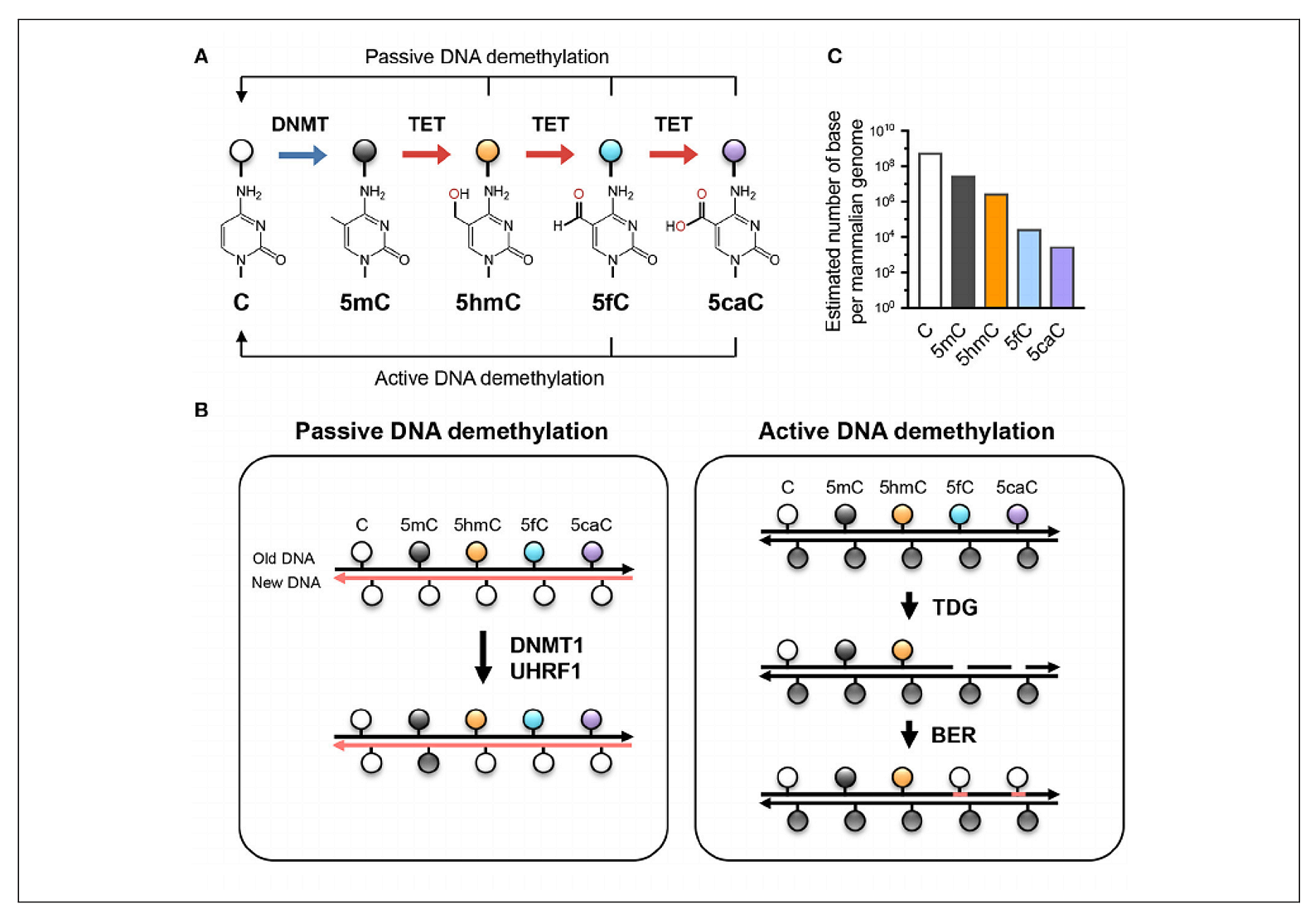
Actieve en passieve DNA-methylering onder invloed van TET-enzymen

DNA-methylering of DNA-methylatie is een epigenetisch proces waarbij een methylgroep (CH3-groep) aan cytosine in een CG-groep binnen het DNA-molecuul wordt toegevoegd. Hierdoor verandert de structuur van het DNA, dat dientengevolge veranderd afleesbaar is tijdens bijvoorbeeld een transcriptie. Bij volwassen somatische cellen vindt DNA-methylering het meeste plaats in bepaalde CpG-gebieden (CpG-eilanden), maar bij embryonale stamcellen gebeurt het ook daarbuiten.
Methylering van DNA lijkt een belangrijke rol te spelen bij de ontwikkeling van bepaalde ziekten zoals kanker, doordat het de expressie van bepaalde genen afremt. Proeven met methyleringsremmers hebben in veel gevallen tot remissie geleid.
Bepaalde organische verbindingen, zoals dimethylsulfaat of methyljodide, zijn methylerende reagentia, die bijgevolg schadelijke effecten op de gezondheid kunnen hebben (veelal kankerverwekkend of giftig).